# 熊谷公平
熊谷 公平（くまがい こうへい）は、河北新報社常務取締役。
- 宮城県築館高等学校、東北大学卒業。河北新報社に入社、論説委員、報道部長、編集局長、常務取締役を歴任。母校である築館高等学校の同窓会組織、河北新報社築高会の会長も務めていた。

## 略歴
- 宮城県築館高等学校卒業
- 東北大学卒業
- 河北新報社入社。
- 論説委員就任
- 報道部長就任
- 編集局長就任
- 常務取締役就任。

| スタブアイコン | サブスタブ | この項目は、まだ閲覧者の調べものの参照としては役立たない、人物に関連した書きかけの項目です。この項目を加筆・訂正などしてくださる協力者を求めています（P:人物伝/PJ:人物伝）。 |